# Johanneskirche (Burgthann)

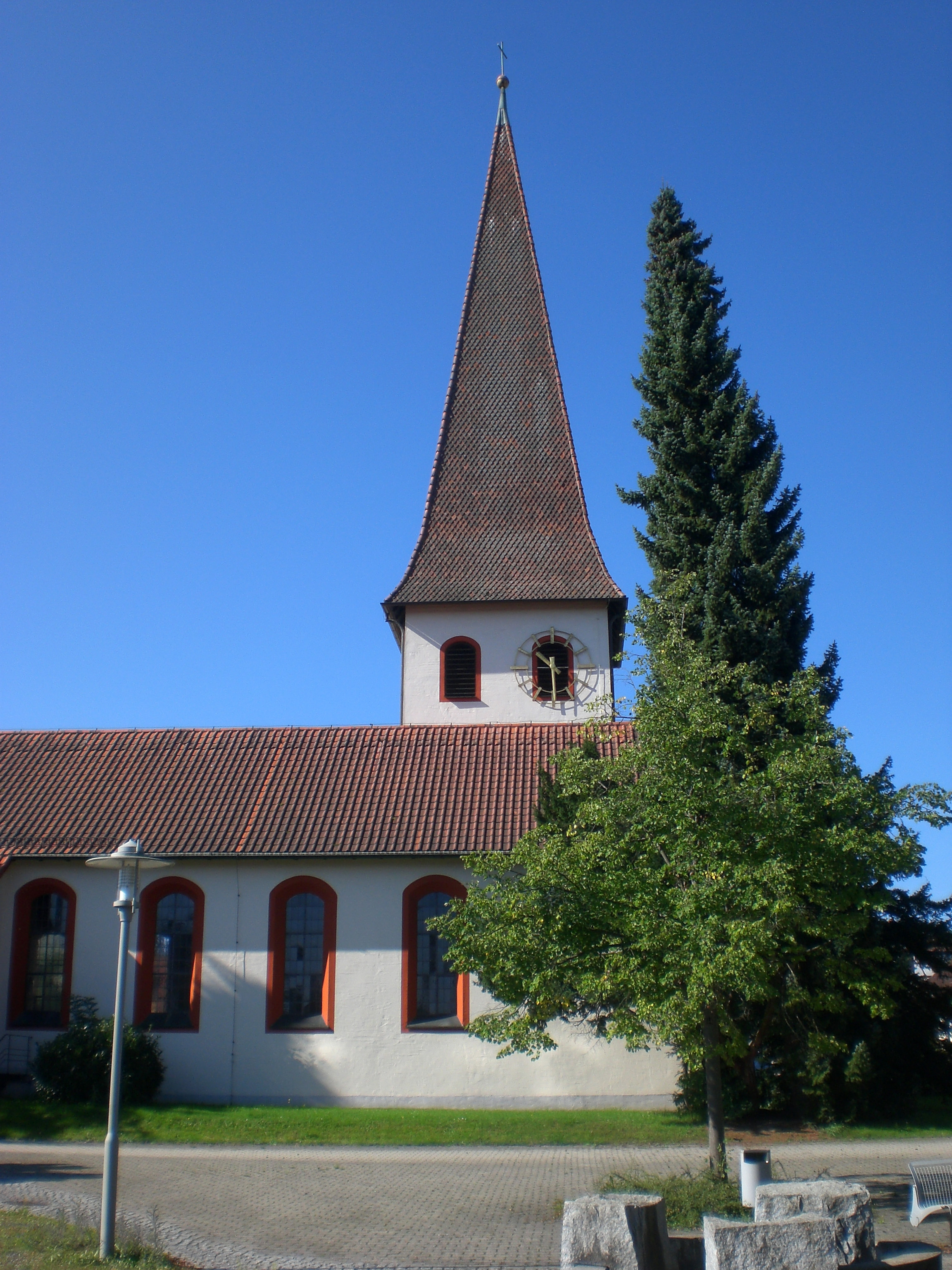
Johanneskirche in Burgthann

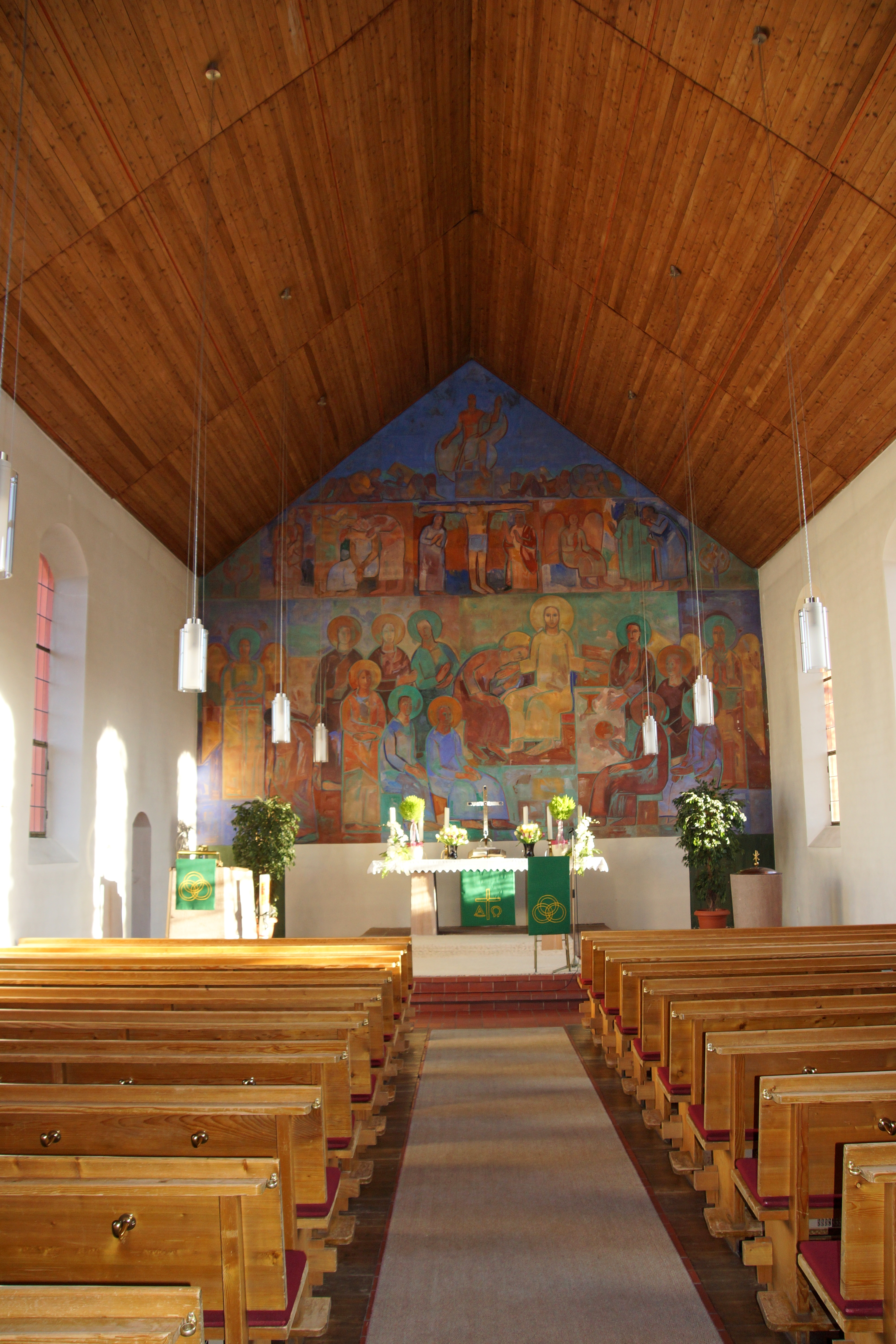
Altarwand mit Fresko

Die Johanneskirche ist eine evangelische Kirche in der mittelfränkischen Gemeinde Burgthann. Die Adresse der Kirche ist Kirchenweg 7, 90559 Burgthann.
Der fast 40 m hohe Turm der Johanneskirche ist schon von weitem zu sehen. Das über dem langgestreckten Kirchenschiff gezogene Zeltdach ist aus Lärchenholz gearbeitet.
Die Kirche ist nicht nach dem Täufer Johannes, sondern nach dem Jünger (Apostel) benannt.
Die Fläche der Altarwand ist mit einem Fresko des Nürnberger Künstlers Kurt Kolbe gestaltet. Es zeigt die aufgerichtete, in Gelb gehaltene Jesus-Figur und den zu ihm gebeugte Lieblingsjünger Johannes beim letzten Abendmahl. Darüber sind Szenen der Kreuzigung und darüber der aus dem Grab entsteigenden Christus.
Die Grundsteinlegung war am 21. Mai 1960 und die Einweihung am 2. Juli 1961.